# Aeroporto di Gulu
L'Aeroporto di Gulu (in inglese Gulu Airport) (IATA: ULU, ICAO: HUGU) è un aeroporto ugandese di tipologia mista, militare e civile, sito nella Regione Settentrionale e aperto al traffico commerciale. L'aeroporto serve la città di Gulu, con una popolazione stimata di 154 300 abitanti nel 2011, collocato a circa 3 km (1,9 mi) a nord-ovest del distretto central business di Gulu, la più grande area metropolitana della Regione Settentrionale.
La struttura è posta all'altitudine di 1 070 m (3 510 ft) s.l.m., costituita da un terminal passeggeri, una torre di controllo e una sola pista lunga 3 144 m (10 314 ft) per 30 m (98 ft) di larghezza e orientamento 17/35, con superficie in conglomerato bituminoso e priva di sistema di atterraggio strumentale (Instrument landing system).
L'aeroporto si trova a circa 303 km (188 mi) a nord dell'Aeroporto Internazionale di Entebbe, il più grande aeroporto civile e militare dell'Uganda. È uno dei dodici aeroporti interni gestiti dall'amministrazione dell'Uganda Civil Aviation Authority (UCAA). È anche uno dei cinque aeroporti interni autorizzati a gestire il traffico aereo transfrontaliero tra l'Uganda e i paesi limitrofi, nel tentativo di promuovere il turismo nell'Africa orientale.